# 上毛電気鉄道300型電車
上毛電気鉄道300型電車（じょうもうでんきてつどう300がたでんしゃ）は、かつて上毛電気鉄道に在籍していた通勤形電車。東武鉄道3000系を1989年（平成元年）から翌1990年（平成2年）にかけて譲り受けたものである。
本項では本系列の代替目的で導入された350型（元東武3050系）についても記述する。

## 概要

### 300型
- デハ310型 (311 - 319)
- クハ330型 (331 - 339)[注釈 1]

老朽化が著しかった230型の代替を目的として東武3000系を計24両譲り受け、うち2両編成9本18両を300型として導入した。なお、同系列の譲受については1986年（昭和61年）頃より、既に上毛電鉄側から打診を行っていたとされている。
東武鉄道の旅客用車両が他社に譲渡される事例は珍しく、鉄道線車両の譲渡は1948年に上田丸子電鉄に転出した総武鉄道モハ1000形電車以来41年ぶりとなった。
入線に際しては、前面の渡り板の撤去や塗装変更、客室内への車掌用扉開閉スイッチの増設程度の小改造が施工された程度で、その他はほぼ東武在籍当時の仕様のまま竣工した。
車体塗装は旧在籍会社の塗装をそのまま引き継いでいた230型とは一転し、上毛独自のデザインに変更された。これは前橋市内の専門学校のデザイン専攻学生らから募集、選定したものである。フィヨルドグリーン（青緑）とベージュのツートンカラーをベースに、腰部に白帯を、客用扉付近を除く側面窓周りにフェニックスレッド（赤）をそれぞれあしらったもので、側面窓周りの赤塗装が平行四辺形状（先頭部および車端部は台形状）に斜めカットされたデザインとされたことも相まって、非常に派手な印象を与えるものであった。また、元の前面種別表示幕部分には車番を表示する青地のプレートがはめ込まれ、デザイン上のアクセントとなっていた。
なお、竣工当初クハは装備している台車の違いによって320番台・330番台・350番台にそれぞれ区分されていたが、末尾は通し番号とされていた。
台車の相違による番台区分
| 台車形式  | 車番                        |
| KS-30L    | クハ322・323・325・326・328 |
| TR-11     | クハ331・334・339           |
| BW-78-25A | クハ357                     |

### 350型
- デハ350型 (351 - 357)
- クハ360型 (361 - 367)

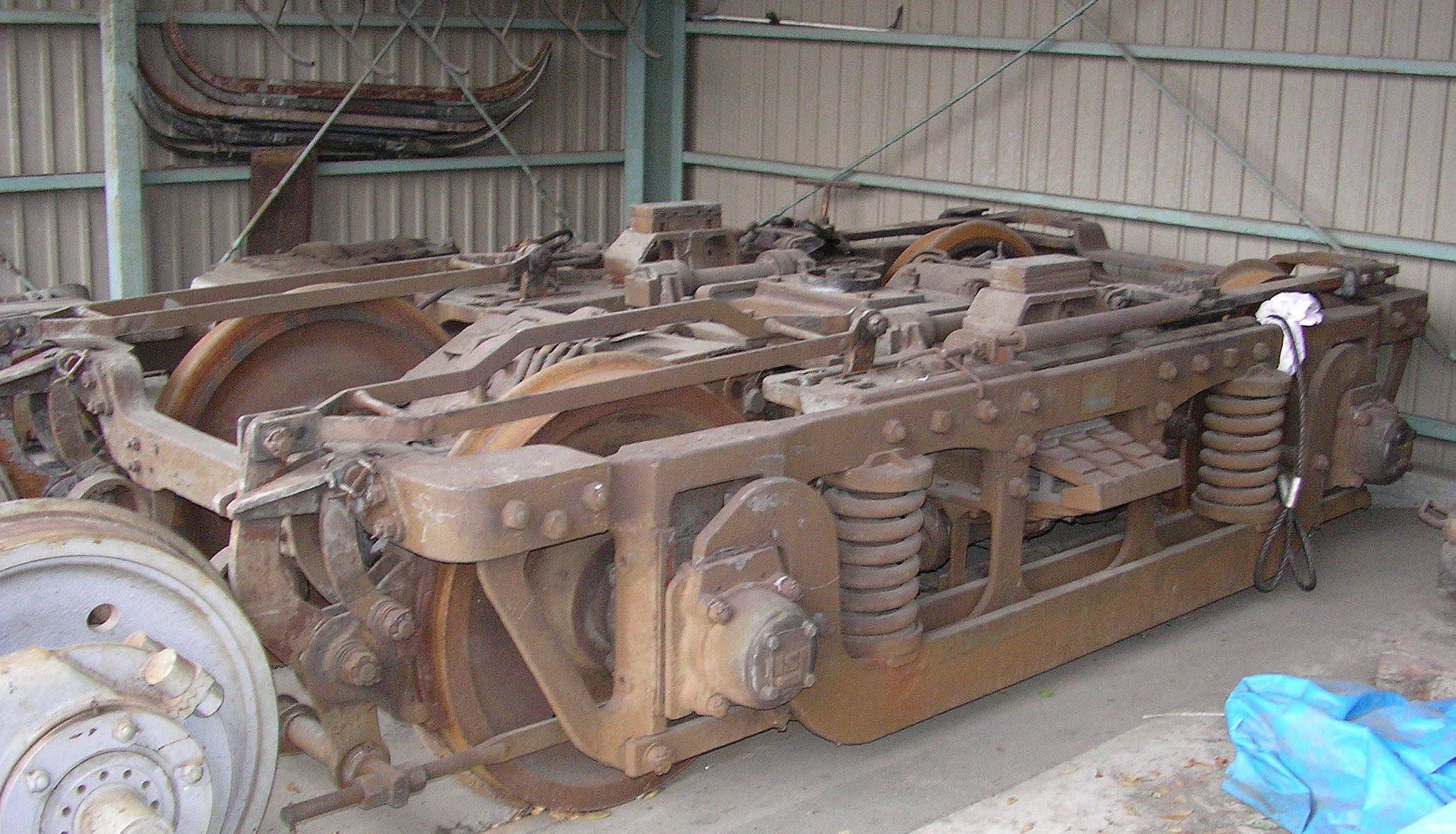
350型が装備していたKS-33台車。
（大胡工場・2008年11月）

300型の老朽化に伴い、その代替目的で東武3050系を1995年（平成7年）から1996年（平成8年）にかけて2両編成7本14両譲り受けたものである。1995年4月5日より営業運転を開始した。入線に際しては300型同様、塗装変更と客室内への車掌用扉開閉スイッチの増設程度の小改造で竣工している。
車体塗装は300型とは異なり、東武在籍当時の塗り分けはそのままに、白地に窓下太帯をフィヨルドグリーン・同細帯をフェニックスレッド・幕板部帯をゴールデンオレンジとした。なお、352・353・355編成は当初より一社提供の全面広告車両として竣工しており、上記仕様に塗装されたことはなかった。なお、本系列も300型同様、前面種別表示幕部分に車番を表示しているが、プレートをはめ込んだ300型とは異なり、東武在籍当時から装備している表示幕で車番を表示させる方式とされた。

## 導入後の変遷

### 300型
本系列は前述のように台車の差異によって制御車の車番が区分されていたが、1993年（平成5年）から1995年（平成7年）にかけて台車をTR-11に順次統一し、車番も全車330番台に改番されている。また、車体塗装については後年側面窓周りの赤塗装を廃し、代わりに細い赤帯を腰部に入れたものに簡略化された。
その後、譲渡から6年余りを経過した頃から特に走行機器の老朽化が顕著となったことから、350型によって代替されることとなった。比較的状態が良好であった317・318編成を除く7編成は1995年（平成7年）から1996年（平成8年）にかけて順次廃車となり、残存した2編成も700型（元京王電鉄3000系）導入に伴い1999年（平成11年）までに代替廃車となって本形式は形式消滅した。

### 350型
営業運転開始後は大きな改造や仕様変更を受けることなく運用された。しかし、本系列もまた旧型車の車体更新車であり走行機器の老朽化が著しく、走行機器保守性の問題、また当時の社会情勢上必須ともいえる冷房装置も搭載しておらずサービス上問題となりつつあったことから、700型導入による代替対象となった。700型が導入された1998年（平成10年）以降は、本形式はワンマン運転に対応していなかったこともあって予備車的な扱いを受けるようになり、300型が全廃となった1999年（平成11年）から早くも廃車が開始された。2000年（平成12年）10月に351編成を使用して行われたさよなら運転を最後に全車廃車となり、本形式は入線後わずか5年で形式消滅した。

## 車歴
300型
| 車番            | 竣工年月               | 東武時代の旧番    | 廃車年月               | 備考                          |
| デハ311-クハ331 | 1989年（平成元年）7月  | モハ3127-クハ3427 | 1996年（平成8年）10月  |                               |
| デハ312-クハ332 | 1989年（平成元年）6月  | モハ3102-クハ3402 | 1996年（平成8年）2月   | 制御車の竣工時の車番はクハ322 |
| デハ313-クハ333 | 1990年（平成2年）3月   | モハ3103-クハ3403 | 1996年（平成8年）5月   | 制御車の竣工時の車番はクハ323 |
| デハ314-クハ334 | 1989年（平成元年）12月 | モハ3104-クハ3404 | 1995年（平成7年）4月   |                               |
| デハ315-クハ335 | 1989年（平成元年）6月  | モハ3105-クハ3405 | 1996年（平成8年）8月   | 制御車の竣工時の車番はクハ325 |
| デハ316-クハ336 | 1989年（平成元年）12月 | モハ3106-クハ3406 | 1995年（平成7年）5月   | 制御車の竣工時の車番はクハ326 |
| デハ317-クハ337 | 1989年（平成元年）9月  | モハ3115-クハ3415 | 1998年（平成10年）11月 | 制御車の竣工時の車番はクハ357 |
| デハ318-クハ338 | 1989年（平成元年）6月  | モハ3502-クハ3602 | 1999年（平成11年）4月  | 制御車の竣工時の車番はクハ328 |
| デハ319-クハ339 | 1990年（平成2年）1月   | モハ3121-クハ3421 | 1996年（平成8年）6月   |                               |

350型
| 車番            | 竣工年月              | 東武時代の旧番    | 廃車年月               | 備考               |
| デハ351-クハ361 | 1995年（平成7年）4月  | モハ3555-クハ3655 | 2000年（平成12年）     | さよなら運転に使用 |
| デハ352-クハ362 | 1995年（平成7年）5月  | モハ3558-クハ3658 | 1999年（平成11年）10月 | 全面広告車両       |
| デハ353-クハ363 | 1995年（平成7年）12月 | モハ3562-クハ3662 | 1999年（平成11年）7月  | 全面広告車両       |
| デハ354-クハ364 | 1996年（平成8年）5月  | モハ3564-クハ3664 | 1999年（平成11年）7月  |                    |
| デハ355-クハ365 | 1996年（平成8年）6月  | モハ3554-クハ3654 | 1999年（平成11年）4月  | 全面広告車両       |
| デハ356-クハ366 | 1996年（平成8年）6月  | モハ3559-クハ3659 | 2000年（平成12年）     |                    |
| デハ357-クハ367 | 1996年（平成8年）     | モハ3563-クハ3663 | 2000年（平成12年）7月  |                    |